# Championnats d'Europe de marathon (canoë-kayak) 2015
Navigation
2014 2016
Les 12e championnats d'Europe de marathon en canoë-kayak de 2015 se sont tenus à Bohinj en Slovénie, sous l'égide de l'Association européenne de canoë.

## Podiums

### Sénior

#### K1
| Rang               | Athlète        | Pays     | Temps           |
| ------------------ | -------------- | -------- | --------------- |
| Médaille d'or      | José Ramalho   | Portugal | 2 h 12 min 46 s |
| Médaille d'argent  | Iván Alonso    | Espagne  | 2 h 13 min 33 s |
| Médaille de bronze | Emilio Merchán | Espagne  | 2 h 13 min 39 s |

| Rang               | Athlète          | Pays        | Temps           |
| ------------------ | ---------------- | ----------- | --------------- |
| Médaille d'or      | Renata Csay      | Hongrie     | 2 h 03 min 21 s |
| Médaille d'argent  | Lizzie Broughton | Royaume-Uni | 2 h 03 min 52 s |
| Médaille de bronze | Anna Alberti     | Italie      | 2 h 03 min 54 s |

#### K2
| Rang               | Athlète                        | Pays    | Temps              |
| ------------------ | ------------------------------ | ------- | ------------------ |
| Médaille d'or      | Emilio Merchán Iván Alonso     | Espagne | 2 h 01 min 18 s 42 |
| Médaille d'argent  | Adrián Boros László Solti      | Hongrie | 2 h 01 min 18 s 79 |
| Médaille de bronze | Walter Bouzan Álvaro Fernández | Espagne | 2 h 01 min 24 s 96 |

| Rang               | Athlète                      | Pays    | Temps              |
| ------------------ | ---------------------------- | ------- | ------------------ |
| Médaille d'or      | Renata Csay Alexandra Bara   | Hongrie | 1 h 55 min 12 s 17 |
| Médaille d'argent  | Anna Alberti Stefania Cicali | Italie  | 1 h 55 min 12 s 42 |
| Médaille de bronze | Noémi Lucz Edina Csernák     | Hongrie | 2 h 00 min 08 s 27 |

#### C1
| Rang               | Athlète        | Pays     | Temps           |
| ------------------ | -------------- | -------- | --------------- |
| Médaille d'or      | Marton Köver   | Hongrie  | 2 h 07 min 07 s |
| Médaille d'argent  | David Mosquera | Espagne  | 2 h 07 min 42 s |
| Médaille de bronze | Nuno Barros    | Portugal | 2 h 10 min 34 s |

#### C2
| Rang               | Athlète                             | Pays    | Temps           |
| ------------------ | ----------------------------------- | ------- | --------------- |
| Médaille d'or      | Marton Köver Ádám Dócze             | Hongrie | 1 h 58 min 23 s |
| Médaille d'argent  | Óscar Graña Ramón Ferro             | Espagne | 1 h 58 min 54 s |
| Médaille de bronze | Oleksandr Levchenko Andrii Shapoval | Ukraine | 1 h 59 min 49 s |

### Moins de 23 ans

#### K1
| Rang               | Athlète           | Pays    | Temps           |
| ------------------ | ----------------- | ------- | --------------- |
| Médaille d'or      | Laszlo Solti      | Hongrie | 1 h 56 min 25 s |
| Médaille d'argent  | Adam Petro        | Hongrie | 1 h 56 min 32 s |
| Médaille de bronze | Alejandro Sanchez | Espagne | 1 h 56 min 45 s |

| Rang               | Athlète             | Pays    | Temps           |
| ------------------ | ------------------- | ------- | --------------- |
| Médaille d'or      | Vanda Kiszli        | Hongrie | 1 h 49 min 13 s |
| Médaille d'argent  | Susanna Cicali      | Italie  | 1 h 49 min 37 s |
| Médaille de bronze | Estefania Fernandez | Espagne | 1 h 51 min 36 s |

#### C1
| Rang               | Athlète             | Pays    | Temps           |
| ------------------ | ------------------- | ------- | --------------- |
| Médaille d'or      | Levente Balla       | Hongrie | 1 h 53 min 34 s |
| Médaille d'argent  | Gergely Balázs Nagy | Hongrie | 1 h 53 min 39 s |
| Médaille de bronze | Carlos Vega         | Espagne | 1 h 55 min 49 s |

### Junior

#### K1
| Rang               | Athlète         | Pays        | Temps           |
| ------------------ | --------------- | ----------- | --------------- |
| Médaille d'or      | Magnus Gregory  | Royaume-Uni | 1 h 40 min 21 s |
| Médaille d'argent  | Zyggy Chmiel    | Royaume-Uni | 1 h 40 min 24 s |
| Médaille de bronze | Nikolai Winther | Danemark    | 1 h 40 min 37 s |

| Rang               | Athlète            | Pays      | Temps           |
| ------------------ | ------------------ | --------- | --------------- |
| Médaille d'or      | Cathrine Rask      | Danemark  | 1 h 32 min 34 s |
| Médaille d'argent  | Réka Dominika Peto | Hongrie   | 1 h 34 min 06 s |
| Médaille de bronze | Jule Hake          | Allemagne | 1 h 34 min 21 s |

#### K2
| Rang               | Athlète                                      | Pays     | Temps           |
| ------------------ | -------------------------------------------- | -------- | --------------- |
| Médaille d'or      | Unai Gereka Imanol Barruetabeña              | Espagne  | 1 h 35 min 14 s |
| Médaille d'argent  | Jonathan Thorbj Dagnaes-Hansen Soren Marreti | Danemark | 1 h 35 min 20 s |
| Médaille de bronze | Jon Amund Vold Magnus Ivarsen                | Norvège  | 1 h 35 min 27 s |

| Rang               | Athlète                      | Pays      | Temps           |
| ------------------ | ---------------------------- | --------- | --------------- |
| Médaille d'or      | Cathrine Rask Line Langelund | Danemark  | 1 h 25 min 48 s |
| Médaille d'argent  | Jule Hake Pia Engelhardt     | Allemagne | 1 h 26 min 57 s |
| Médaille de bronze | Fruzsina Gál Anett Fritz     | Hongrie   | 1 h 28 min 29 s |

#### C1
| Rang               | Athlète         | Pays    | Temps           |
| ------------------ | --------------- | ------- | --------------- |
| Médaille d'or      | Daniel Laczo    | Hongrie | 1 h 35 min 28 s |
| Médaille d'argent  | Bruno Kumpez    | Croatie | 1 h 38 min 06 s |
| Médaille de bronze | Dominik Nowacki | Pologne | 1 h 38 min 38 s |

| Rang               | Athlète        | Pays    | Temps           |
| ------------------ | -------------- | ------- | --------------- |
| Médaille d'or      | Giada Bragato  | Hongrie | 1 h 29 min 21 s |
| Médaille d'argent  | Pauline Martin | France  | 1 h 29 min 50 s |
| Médaille de bronze | Belen Arnau    | Espagne | 1 h 32 min 16 s |

#### C2
| Rang               | Athlète                           | Pays    | Temps           |
| ------------------ | --------------------------------- | ------- | --------------- |
| Médaille d'or      | Ignacio Calvo Alvaro Garrido      | Espagne | 1 h 27 min 39 s |
| Médaille d'argent  | János Martin Csiga Sávai Csaba    | Hongrie | 1 h 28 min 46 s |
| Médaille de bronze | Łukasz Piochacz Łukasz Rybakowski | Pologne | 1 h 30 min 23 s |

## Tableau des médailles
| Rang  | Nation      | Or | Argent | Bronze | Total |
| ----- | ----------- | -- | ------ | ------ | ----- |
| 1     | Hongrie     | 4  | 1      | 1      | 6     |
| 2     | Espagne     | 1  | 3      | 2      | 6     |
| 3     | Portugal    | 1  | 0      | 1      | 2     |
| 4     | Italie      | 0  | 1      | 1      | 2     |
| 5     | Royaume-Uni | 0  | 1      | 0      | 1     |
| 6     | Ukraine     | 0  | 0      | 1      | 1     |
| Total | Total       | 6  | 6      | 6      | 18    |